# Abantydzi
Abantydzi (gr. Ἀβαντιάδης Abantiades) – w mitologii greckiej określano tym mianem potomków króla Abasa, będącego synem Linkeusa i Hypermnestry lub Posejdona i nimfy Aretuzy.
Ród ten żył na Eubei. Homer wspomina go w Iliadzie. Zaliczano do niego m.in. Akrizjosa i Perseusza.